# Hesperocharis marchalii
Hesperocharis marchalii is een vlindersoort uit de familie van de Pieridae (witjes), onderfamilie Pierinae.
Hesperocharis marchalii werd in 1844 beschreven door Guérin-Méneville.